# Aceraius alpinus
Aceraius alpinus là một loài bọ cánh cứng trong họ Passalidae. Loài này được Kon, Ueda & Johki miêu tả khoa học năm 1995.